# Ammótopos
Ammótopos är en ort i Grekland.   Den ligger i prefekturen Nomós Ártas och regionen Epirus, i den centrala delen av landet, 280 km nordväst om huvudstaden Aten. Ammótopos ligger 304 meter över havet och antalet invånare är 857.
Terrängen runt Ammótopos är kuperad åt sydväst, men åt nordost är den bergig.Runt Ammótopos är det ganska glesbefolkat, med 29 invånare per kvadratkilometer. Närmaste större samhälle är Arta, 12,7 km söder om Ammótopos. Trakten runt Ammótopos består till största delen av jordbruksmark.